# Кубок Еміра Кувейту з футболу 2015—2016
Кубок Еміра Кувейту з футболу 2015—2016 — 54-й розіграш кубкового футбольного турніру у Кувейті. Титул володаря кубка здобув Аль-Кувейт.

## Попередній раунд
| Команда 1      | Рахунок | Команда 2  |
| -------------- | ------- | ---------- |
| 29 жовтня 2015 |         |            |
| Бурган         | 1:0     | Ат-Тадамун |

## Перший раунд
| Команда 1     | Рахунок           | Команда 2    |
| ------------- | ----------------- | ------------ |
| 26 січня 2016 |                   |              |
| Аль-Сахель    | 1:0               | Бурган       |
| Аль-Шабаб     | 3:3 дч пен. 10:11 | Аль-Фахахіль |

## Другий раунд
| Команда 1     | Рахунок | Команда 2    |
| ------------- | ------- | ------------ |
| 9 лютого 2016 |         |              |
| Ан-Наср       | 3:0     | Аль-Сахель   |
| Аль-Ярмук     | 1:0     | Аль-Фахахіль |

## Третій раунд
| Команда 1       | Рахунок | Команда 2 |
| --------------- | ------- | --------- |
| 23 лютого 2016  |         |           |
| Аль-Сулайбікхат | 0:1     | Аль-Ярмук |
| Хайтан          | 1:0 дч  | Ан-Наср   |

## 1/4 фіналу
| Команда 1      | Рахунок | Команда 2  |
| -------------- | ------- | ---------- |
| 7 березня 2016 |         |            |
| Аль-Кувейт     | 4:0     | Хайтан     |
| Аль-Арабі      | 2:0     | Аль-Ярмук  |
| 8 березня 2016 |         |            |
| Аль-Джахра     | 0:2     | Ас-Сальмія |
| Аль-Кадісія    | 1:0     | Казма      |

## 1/2 фіналу
| Команда 1       | Рахунок | Команда 2   |
| --------------- | ------- | ----------- |
| 18 березня 2016 |         |             |
| Аль-Арабі       | 4:0     | Ас-Сальмія  |
| 19 березня 2016 |         |             |
| Аль-Кувейт      | 1:0     | Аль-Кадісія |

## Фінал
| 5 квітня 2016 18:40 (EEST) |

| Аль-Арабі      | 1:3      | Аль-Кувейт                          |
| -------------- | -------- | ----------------------------------- |
| Аль-Мусаві 53' | Протокол | Салхі 3', 21' (пен.) Аль-Мутаїрі 9' |

| Джабер-ель-Ахмед, Ель-Кувейт Арбітр: Алі Шабан |